# هادي المصري
هادي المصري، لاعب كرة قدم سوري دولي في منتخب سوريا لكرة القدم .
لعب سابقاً في نادي الوحدة و لعب في عام 2016 في نادي البحرين و لعب مع النادي الأهلي القطري في عام 2017 .

## روابط خارجية
- هادي المصري على موقع قاعدة بيانات كرة القدم.إي يو (الإنجليزية)
- هادي المصري على موقع ناشيونال فوتبول تيمز (الإنجليزية)
- هادي المصري على موقع Soccerway.com (الإنجليزية)
- هادي المصري على موقع كووورة